# Immunoprecypitacja
Precypitacja antygenu – jeden z podstawowych procesów łączenia się antygenu ze swoistym względem niego przeciwciałem w warunkach in vitro. W odpowiednich warunkach tak powstałe kompleksy antygen-przeciwciało wypadają z roztworu w postaci osadu (zmętnienia).

## Wiadomości ogólne
Antygeny ulegające tego typu reakcji muszą być rozpuszczalne, cechować się masą mieszczącą się w zakresie pomiędzy 40 a 160 kDa oraz muszą być wielowartościowe (poliwalentne), czyli posiadać, co najmniej dwie różne determinanty antygenowe (epitopy). Powinny zaliczać się też do klasy białek i nie wykazywać denaturacji.
Antygeny jednowartościowe (wszystkie epitopy jednakowego typu), nierozpuszczalne w wodzie o budowie sacharydowej lub białkowej, ale wykazującej denaturację nie ulegają tego typu reakcji.
Przeciwciała (immunoglobuliny) ulegające reakcji precypitacji określane są jako precypityny. Znaczna większość immunoglobulin ulega tego typu reakcji. Te, które nie ulegają tej reakcji wykazują słabe powinowactwo względem określonego antygenu lub cechują się dwuwartościowością monogamiczną, tzn. każde przeciwciało wiąże oboma miejscami swoistymi dwa epitopy na cząsteczce tego samego antygenu, wskutek czego niemożliwe jest wytworzenie specyficznej sieci antygenów i przeciwciał połączonych wzajemnie ze sobą (brak odczynu precypitacji).

## Przebieg reakcji precypitacji
Reakcja precypitacji przebiega w dwóch etapach:
1. Zachodzi reakcja antygenu z przeciwciałem. Tworzy się kompleks antygen-przeciwciało. Przy czym każda cząsteczka immunoglobuliny łączy się każdym miejscem wiążącym antygen z innym antygenem (tworzy się charakterystyczny układ sieci).
2. Powstałe w poprzednim etapie kompleksy zostają wytrącone z roztworu za pomocą jonów elektrolitu. Najczęściej za pomocą roztworu roztworu NaCl. Powstały wskutek wytrącenia strąt nazywany jest precypitatem.

## Warunki niezbędne dla zajścia reakcji precypitacji
Aby reakcja precypitacji dała odczyn dodatni (aby wytrącił się osad) musi zostać spełniony szereg warunków. Etapem determinującym pomyślny przebieg reakcji precypitacji jest wytrącenie osadu, zatem warunki określane są w znacznej mierze dla tego właśnie etapu. Warunki te to:
Stężenie reagentów reakcji
W celu wytrącenia osadu konieczne jest stosunkowo duże stężenie obu reagentów. Dodatkowo stężenie immunoglobulin, jak i antygenów powinno być ze sobą w równowadze. W przypadku, gdy mamy zbyt duże stężenie immunoglobulin lub antygenów w środowisku reakcji, ulegają one niepełnej precypitacji powodując powstawanie kompleksów rozpuszczalnych (nadwyżka któregokolwiek z reagentów powoduje powstawanie kompleksu rozpuszczalnego, zatem osad nie wytrąca się). Gdy stężenia znajdują się we względnej równowadze, na obszarze w którym ta równowaga występuje (tzw. obszarze ekwiwalentnym) tworzy się osad precypitatu.
Gdy dana reakcja charakteryzowana jest przez bardzo wąski zakres stężeń przy którym zachodzi precypitacja (reakcja o małym zakresie ekwiwalencji) powstały precypitant przyjmuje postać osadu kłaczków, a reakcja ta będąca odmianą reakcji precypitacji przyjmuje miano flokulacji, a przeciwciała biorące udział w takiej reakcji nazywane są przeciwciałami flokulującymi.
Stężenie elektrolitu indukującego precypitację
Za optymalny elektrolit często uważa się roztwór NaCl. Jednak zależnie od przeprowadzanej reakcji należy dobrać jego optymalne stężenie. Nie może być ono zbyt duże, gdyż tworzenie precypitatu w takich warunkach może być utrudnione – antygeny będą przyłączały mniej przeciwciał.
pH środowiska reakcji
Za optymalne uważa się pH mieszczące się w zakresie 6,4-8,5.
Czas reakcji
Sama reakcja powstawania kompleksu antygen-przeciwciało przebiega stosunkowo szybko. Jednak wytworzenie precypitatu (jego sieci) potrzebuje znacznie dłuższego czasu inkubacji (do kilku godzin).
Temperatura
Zależnie od rodzaju badanego kompleksu optimum temperaturowe może przyjąć inną wartość. Dla surowic ludzkich optimum takim jest 37 °C
Obecność białek układu dopełniacza
Obecność białek tych może powodować zwiększenie rozpuszczalności precypitatu, zatem badaną surowicę przed badaniem powinno poddać się inaktywacji.

## Podział metod precypitacyjnych
Reakcje precypitacji można podzielić zależnie od przyjętej metody na odczyny ilościowe, jak i jakościowe, a także ze względu na charakter środowiska, w którym przeprowadzana jest reakcja na odczyny w środowisku płynnym oraz stałym.

### Odczyny precypitacyjne w środowisku płynnym
- Precypitacja pierścieniowa – odczyn jakościowy, wykorzystywany w mikrobiologii w celu klasyfikacji bakterii. Mechanizm jego polega na wykrywaniu antygenów bakteryjnych w ekstraktach z tkanek. Metoda może wykorzystywana być również w celu wykrycia swoistych przeciwciał. Oba reagenty nawarstwia się na siebie (np. w probówce), po czym sprawdza się czy na granicy faz obu roztworów pojawia się zmętnienie w postaci pierścienia. Jeśli odczyn jest dodatni (pojawia się pierścień precypitacyjny), świadczy to o obecności w środowisku reakcji przeciwciała swoistego względem określonego antygenu, lub odwrotnie, w zależności od tego, jakiego reagentu obecność chcieliśmy zdiagnozować.
- Precypitacja szkiełkowa – odczyn jakościowy, wykorzystywany w bakteriologii w celu identyfikacji szczepów bakteryjnych. W celu przeprowadzenia próby na szkiełko nakrapia się roztwór antygenu i surowicy zawierającej przeciwciała. Jeśli odczyn jest dodatni, na dnie kropli pojawia się precypitant.
- Odczyn flokulujący (test kłaczkujący) – odczyn jakościowo-ilościowy, stosowany w diagnostyce kiły. Próba polega na przeprowadzeniu reakcji surowicy chorego z antygenem kardioliponowym. Jeśli odczyn reakcji jest dodatni, tzn. pojawia się osad luźnych kłaczków, to świadczy to obecności w surowicy pacjenta przeciwciał skierowanych przeciw antygenom kiły.

### Odczyny precypitacyjne w środowisku stałym (immunodyfuzja)
- Pojedyncza immunodyfuzja probówkowa – odczyn jakościowy stosowany w celu wykrywania określonych antygenów lub swoistych przeciwciał. Jeden z reagentów – przeciwciało – unieruchomiony jest w żelu, w głąb którego dyfunduje antygen. W strefach ekwiwalencji, jeśli odczyn reakcji będzie dodatni, pojawią się pierścienie precypitacyjne.
- Podwójna immunodyfuzja probówkowa – odczyn jakościowy stosowany w celach podobnych jak powyższa metoda. Przeciwciała zatopione są w żelu. Od roztworu antygenu warstwa ta oddzielona jest dodatkową, obojętną warstwą żelu. Oba reagenty – przeciwciała, jak i antygeny – dyfundują w głąb warstwy obojętnej. W strefach ekwiwalencji, jeśli odczyn reakcji jest dodatni, powstaną pierścienie precypitacyjne.
- Pojedyncza immunodyfuzja płytkowa – odczyn ilościowy, stosowany w celu określenia stężeń interesujących nas białek zawartych w surowicy. Przeciwciała związane są w żelu, a ich stężenie w każdym punkcie płytki jest stałe. W otworach wydrążonych w podłożu umieszcza się roztwory badanego białka (antygenu), które podczas inkubacji swobodnie dyfundują w głąb żelu. W strefie przyzbiornikowej stężenie antygenu jest duże, a wraz z trwającą dyfuzją będzie malało, wskutek wiązania cząsteczek antygenu przez przeciwciała znajdujące się w podłożu. W strefie ekwiwalencji powstaną pierścienie precypitacyjne, których kwadrat promienia jest wprost proporcjonalny do stężenia danego antygenu.
- Podwójna immunodyfuzja płytkowa – metoda stosowana w celu określenia stopnia podobieństwa antygenowego badanych białek. Próba przeprowadzana jest w żelu, w którym umiejscawia się roztwór antygenu i surowicy (po przeciwległych stronach). W zależności od potrzeb badania można badać różne surowice i jeden antygen, lub różne antygeny z jedną surowicą. Oba reagenty mogą swobodnie dyfundować w głąb żelu. W strefach ekwiwalencji reagentów pojawią się charakterystyczne łuki precypitacyjne, których kształt pozwala na interpretacje podobieństwa antygenowego badanych białek. Jeżeli linie precypitacyjne łączą się łukowato to białka są identyczne antygenowo, jeżeli krzyżują się to są one całkowicie różne.